# Per una volta nella vita
Per una volta nella vita - Eleanor & Park  (Eleanor & Park) è il primo romanzo Young Adult di Rainbow Rowell, pubblicato nel 2012.

## Trama
La sedicenne Eleanor Douglas è la maggiore di sei figli che abitano con la madre e il patrigno Richie. Vivono in povertà e Richie è un alcolizzato emotivamente e fisicamente violento con la moglie e i figliocci, arrivando a buttare fuori di casa Eleanor per un anno intero costringendola ad essere ospitata da amici.
Park Sheridan è un ragazzo di sedici anni che vive a Omaha, che vive in un contesto familiare agiato e amorevole composta dai genitori e dal fratello minore. Nonostante la sua popolarità a scuola, Park si sente molto insicuro per le aspettative dei genitori e frequenta controvoglia corsi di taekwondo per volere del padre, mentre i suoi veri interessi sono la musica alternativa e i fumetti.
Il primo giorno di scuola, Eleanor attira subito le attenzione dei nuovi compagni a causa del suo modo di vestire eccentrico (indossa abiti con rattoppi colorati confusi a causa della sua impossibilità di procurarsi vestiti nuovi) e della sua forma fisica; Park si avvicina a lei in quanto è l'unico a permetterle di sedersi sull'autobus al suo fianco, e in seguito frequentano diverse lezioni insieme.
Eleanor viene bullizzata dalle compagne e a casa deve subire i soprusi del patrigno. Una notte chiama i servizi d'emergenza dopo aver sentito degli spari, ma la polizia crede alle bugie di Richie e non indaga maggiormente. Tuttavia, la ragazza cerca di nascondere a Park la sua situazione familiare e rifiuta i suoi regali. I due, nonostante le difficoltà, si innamorano.
Qualche tempo dopo, Park ha una rissa con un suo amico per difendere Eleanor; i suoi genitori intuiscono gli abusi che la ragazza subisce a casa, invitandola quindi a stabilirsi da loro. Un giorno lo zio di Eleanor si presenta e offre di portarla in Minnesota durante l'estate per farla partecipare a un corso per adolescenti dotati, ma Richie le nega il permesso.
Una notte, dopo essere uscita con Park, Eleanor torna a casa trovando i genitori impegnati in una discussione. Scopre che i suoi beni personali sono stati distrutti e, tramite un messaggio volgare di Richie indirizzato a lei, capisce che erano suoi i commenti offensivi che trovava scritti sui suoi libri di scuola, fino a quel momento attribuiti ai bulli. Eleanor scappa di casa per andare dai suoi compagni e Park, facendosi aiutare da loro per raggiungere i suoi zii in Minnesota, dove dopo qualche tempo la raggiungono la madre e i fratelli.
Park non ha più notizie di Eleanor, provando a inviarle delle lettere ma senza ottenere risposta. Un giorno incrocia casualmente Richie, nuovamente ubriaco, e nonostante la rabbia si trattiene dal fargli del male. Sei mesi dopo, il ragazzo riceve una cartolina da Eleanor con sopra tre parole, facendo intendere la possibilità di un ricongiungimento tra i due.

## Accoglienza
Il libro è stato accolto positivamente dalla critica. Kirkus Reviews ha scritto: "Divertente, speranzoso, sboccato, sexy e strappalacrime, questa storia d'amore vincente affascinerà sia i lettori adolescenti che quelli adulti". Lo scrittore John Green ha affermato che Eleanor & Park "mi ha ricordato non solo cosa vuol dire essere giovani e innamorati di una ragazza, ma anche cosa vuol dire essere giovani e innamorati di un libro".
L'American Library Association ha assegnato all'opera un libro d'onore del Michael L. Printz Award del 2014 nella categoria degli Young Adult. Definendo Eleanor & Park "un ritratto onesto e straziante di un amore imperfetto ma indimenticabile", il Boston Globe e The Horn Book Magazine hanno conferito alla Rowell il Boston Globe-Horn Book Award del 2013 per la narrativa. Il New York Times Book Review lo ha nominato uno dei sette libri per giovani degni di nota del 2013. NPR ha detto che Eleanor & Park "cattura il brivido puro e viscerale delle paure del liceo, ma non dimentica mai che quei sentimenti sono reali e importanti" nel nominare il libro nella sua lista dei migliori libri del 2013. La The Association for Library Service to Children e la Young Adult Library Services Association and Booklist hanno premiato la versione audiolibro di Eleanor & Park con un Odyssey Honor nel 2014.

## Controversie
I genitori di uno studente della scuola superiore di Anoka (nel Minnesota) contestarono la presenza del libro nelle biblioteche scolastiche a causa del linguaggio volgare che presentava, citando 227 esempi di parolacce e riferimenti espliciti alla sessualità, chiedendo che fosse rimosso. In seguito a ciò, i dirigenti della scuola ritirarono l'invito fatto all'autrice per venire a parlare dell'opera. Successivamente il comitato scolastico stabilì che il romanzo fosse "potente, realistico e appropriato per gli studenti delle scuole superiori". Durante tale controversia, il libro ricevette il sostegno della National Coalition Against Censorship.
Furono rivolte diverse critiche al libro con l'accusa di essere anti-asiatico, ritenendo che la storia non dia il giusto approfondimento al presunto razzismo interiorizzato di Park. Inoltre, alcuni critici accusarono la Rowell di feticizzare Park per tutto il libro; a un certo punto, Eleanor dice che Park "sembrava pericoloso. Come Ming lo Spietato ", riferendosi a un cattivo asiatico stereotipato di Flash Gordon. I critici notarono che l'autrice tende a fissarsi e ad esotizzare le caratteristiche fisiche di Park, descrivendo i suoi occhi come verdi ma "a forma di mandorla" (aggettivo spesso ripetuto), oltre che a descrivere la sua pelle come "color del miele", quest'ultima descrizione collegata in modo implicito all'etichettatura razzista della "pelle gialla" contro le persone di origini asiatiche. Viene anche fatto riferimento al fatto che le caratteristiche asiatiche di Park influenzano negativamente l'impressione che ha su di sé, al contrario di suo fratello.
Ulteriori critiche furono rivolte al nome "Park", in quanto si tratta di un cognome coreano piuttosto comune, non di un nome, e alle giustificazioni della Rowell sul fatto che derivi dal cognome da nubile della madre del ragazzo; infatti l'usanza di chiamare i propri figli con il cognome da nubile della madre è americana, non coreana.  Alcune accuse furono relative all'aver romanticizzato la relazione tra donne coreane e soldati americani durante i tempi di guerra e che abbia raffiguri in modo razzista la madre di Park, descritta come "una bambola cinese".
Il libro è stato anche criticato per aver perpetuato stereotipi contro i neri. Nel romanzo, Eleanor fa amicizia con due ragazze afroamericane viste come stereotipate. Inoltre. c'è un passaggio visto come razzista in cui viene raccontato che una studentessa bianca è stata messa incinta da un compagno afroamericano.

## Film
Nel 2014, è stato annunciato che la DreamWorks aveva acquistato i diritti per realizzare un adattamento cinematografico di Eleanor & Park, per il quale alla Rowell è stato chiesto di scrivere la sceneggiatura. Nel maggio del 2016, tuttavia, la Rowell ha confermato tramite Twitter che il film non era più in sviluppo e che i diritti erano tornati in suo possesso.  Nel maggio 2019 l'autrice ha affermato su Instagram che il film era nuovamente in lavorazione e che lei avrebbe scritto la sceneggiatura. Il film verrà prodotto dalla PictureStart.
Nel luglio 2020, la Rowell ha annunciato su Twitter che l'adattamento cinematografico di Eleanor & Park sarà diretto dalla regista giapponese Hikari e che il casting inizierà lo stesso mese.